# Rakel Laakso
Rakel Laakso (2 de abril de 1904-9 de marzo de 1985) fue una actriz finlandesa. Fue protagonista de diferentes películas, especialmente en los años 1950, y tuvo una importante carrera teatral entre 1923 y 1970, actuando por ejemplo en el Työväen Teatteri de Tampere y en el Teatro de Verano Pyynikin, en Tampere.

## Biografía
Su verdadero nombre era Rakel Regina Emilia Kivekäs, y nació en Helsinki, Finlandia. Laakso estudió en la Academia de Teatro de la Universidad de las Artes de Helsinki (Taideyliopiston Teatterikorkeakoulu), y trabajó en el Teatro de los Trabajadores de Oulu entre 1923 y 1924. Desde 1924 a 1925 actuó en el Teatro de la ciudad de Turku (Turun kaupunginteatteri), entre 1925 y 1928 en Víborg, entre 1928 y 1930 en el Teatro Nacional de Helsinki (Helsingin Kansanteatteri), y desde 1931 a 1932 en Kotka. 
En el año 1927 se casó con el actor Uuno Laakso, con el que tuvo un hijo, Risto. A causa de su matrimonio, la actriz dejó la interpretación a los 29 años de edad, y la familia se mudó a la ciudad natal del marido, Hollola. 
Volvió al teatro a mediados de los años 1940, siendo actriz permanente del Suomen työväenteatterissa en 1947–1953, y del Työväen Teatterissa de Tampere en 1953–1969. Además hizo treinta papeles cinematográficos desde 1943 a 1962, siendo el más conocido el que llevó a cabo en Opri  (1954). Laakso actuó posteriormente en televisión, haciendo el papel de madre entre 1962 y 1970 en la serie Heikki ja Kaija. 
Laakso recibió la Medalla Pro Finlandia en el año 1958. Además, obtuvo tres Premios Jussi, en 1950 por Maija löytää sävelen, en 1955 por Opri, y en 1959 por Punainen viiva.
Rakel Laakso falleció en Helsinki en 1985, siendo enterrada en el Cementerio Malmin hautausmaa de dicha ciudad.